# 行政院原子能委員會放射性物料管理局
行政院原子能委員會放射性物料管理局（簡稱物管局）是原「行政院原子能委員會」的所屬機構，負責全國放射性物料處理、貯存與處置設施之建造、運轉與除役（或封閉）之審核與發照；放射性物料輸入、輸出、處理、貯存、運送與處置等相關作業之安全管制與檢查等事項。

## 歷史
- 1980年，立法院三讀通過《放射性待處理物料管理處組織條例》。
- 1981年1月1日，放射性待處理物料管理處成立，隸屬行政院原子能委員會，負責蘭嶼放射性廢棄物貯存場的營運工作。
- 1988年9月，行政院核定「放射性廢料管理方針」，規定放射性廢棄物的產生者，必須負責處理、運送、貯存及最終處置的任務，並支付相關費用。
- 1990年7月，行政院核准將蘭嶼貯存場營運改由台灣電力公司負責，物管處專司國內放射性廢棄物之安全管制。
- 1996年1月9日，立法院三讀審議通過《行政院原子能委員會放射性物料管理局組織條例》。1月26日總統明令公布實施。4月6日，更名為「行政院原子能委員會放射性物料管理局」。[1]。
- 2023年9月27日，行政院原子能委員會降編為核能安全委員會後，物管局業務併入核安會。